# Mike Corbel

a Compétitions nationales et continentales officielles uniquement.

Dernière mise à jour le 20 février 2024.
Mike Corbel, né le 9 avril 1992 à Ploërmel (Morbihan), est un joueur français de rugby à XV. Il évolue au poste de pilier gauche.
Durant sa carrière professionnelle, il évolue avec le Stade rochelais de 2013 à 2020, connaissant la montée en Top 14 du club maritime. De 2020 à 2022, il joue avec Provence Rugby.

## Biographie
Mike Corbel naît le 9 avril 1992 à Ploërmel dans le Morbihan, il est d'origine tahitienne par sa mère, deux de ses trois frères étant également nés en Polynésie française.
Il commence le rugby à XV à partir de douze ans au sein du SC Le Rheu. À quinze ans, il rejoint ensuite le pôle espoirs de Tours et l'US Tours, puis trois ans plus tard, le centre de formation de l'ASM Clermont Auvergne.
Par la suite, il se voit proposer un contrat professionnel par le Stade rochelais, pensionnaire de Pro D2. Lors de saison première saison là-bas, en 2013-2014, il connaît la montée en Top 14 à l'issue de l'exercice.
Lors de la saison 2016-2017, il prolonge son contrat jusqu'en 2020 avec le Stade rochelais. De plus, lui et son club réalise une bonne saison en se qualifiant jusqu'en demi-finale du Top 14. Titulaire à son poste, il est alors nommé parmi les trois meilleurs piliers gauches du championnat par le site rugbyrama.fr.
Sélectionnable avec l'équipe tahitienne il admet néanmoins en 2017 encore espérer être convoqué en équipe de France avant de retourner vers l'Île dont il a des origines.
Après la saison 2019-2020, son club du Stade rochelais ne le conserve pas, il rejoint alors la Pro D2 et le club de Provence Rugby.
Lors de sa première saison, il dispute vingt-trois matchs joués, dont treize en tant que titulaire.
Cependant, sa saison 2021-2022 est handicapée par une blessure, il réalise alors une saison blanche et ne joue aucun match. À l'issue de celle-ci, il n'est pas conservé par Provence Rugby. Il se retrouve alors sans club.